# First Alert
First Alert es una marca de la empresa de seguridad estadounidense, con sede en Aurora, Illinois . Fabrican detectores de  monóxido de carbono, de humo, de calor, extintores y otros productos de seguridad como linternas y escaleras de mano para evacuación de incendios. Apoyan la seguridad contra incendios en colaboración con Safe Kids de EE. UU. y la Administración para los Incendios de Estados Unidos, proporcionando alarmas de humo a un costo reducido a las familias de bajos ingresos en Estados Unidos.

## Historia
- 1958-Empresa creada por BRK Electronics.[2][3]
- 1964-Fabricación del primer detector de humo a pilas. Primera batería 1964-hecho detector de humo
- 1974-Sears comienza la venta de la alarma de humo a pilas "BRK SS74R"
- 1992-Se vende a TH Lee & Associates
- 1998-Se vende a Sunbeam Corporation
- 2002-Se crea American Household, Inc., formado por Sunbeam Corporation
- 2005-Jarden Corporation (NYSE: JAH) compra American Household, Inc.
- 2006-BRK Brands/First Alert se convierte en parte de Jarden Branded Consumables.

## Premios
- 2009 Premio "Silver" de DIY, Jardín y Electrodomésticos de la Industria de Seguridad y Precaución-Tundra [RU, Europa]
- 2008 Premio Chicago Innovation-Tundra
- 2007 Artículos Internacionales para el Hogar Salón Internacional "Mejor de la Muestra"- Tundra
- 2006 Ganador del Premio Martillo Dorado, Nivel Oro
- 2005 Ganador del Premio Martillo Dorado, Nivel Oro
- 2004 Ganador del Premio Martillo Dorado, Nivel Oro
- 2003 Ganador del Premio Martillo Dorado, Nivel Oro
- 2002 Ganador del Premio SPARC
- 2001 Premio Elección del Editor de Mecánica Popular a SA302
- 2001 Buena Llevanza Doméstica (Good Housekeeping), Premio "buena compra" a SA302
- 1999 Premio CHAMPS por ganar estrategia de mercática en la categoría de consumidor
- 1999 Premio EFFIE de la campaña "Este Seguro... Reemplace", la campaña de publicidad más efectiva en la categoría de auxilios para la salud
- 1997 Premio Pinnacle al Estándar para la Excelencia

## Retiradas
La marca ONELINK de First Alert fue llamado a todos los modelos de antes del 3 de marzo de 2006 y todos los modelos con números de modelo "SA500" y "SCO500".